# Гідрополісульфіди
Гідрополісульфіди (рос. гидрополисульфиды, англ. hydropolysulfides) — хімічні сполуки зі структурою RS2H, RS3H… RSnH, де Sn є ланцюжок атомів S, а R — гідрокарбіл.
Інколи гідродисульфіди виключають з класу гідрополісульфідів.